# Aguelmam Azegza
Aguelmam Azegza  (in arabo اكلمام ازكزا‎?) è un centro abitato e comune rurale del Marocco situato nella provincia di Khénifra, regione di Béni Mellal-Khénifra. Conta una popolazione di 7 684 abitanti (censimento 2014).